# Labus
Labus är ett släkte av steklar. Labus ingår i familjen Eumenidae.

## Dottertaxa tillLabus, i alfabetisk ordning[1]
- Labus angularis
- Labus arcuatus
- Labus armatus
- Labus aterrimus
- Labus basilewskyi
- Labus bekilyensis
- Labus clypeatus
- Labus crassinoda
- Labus eremicus
- Labus finitimus
- Labus humbertianus
- Labus interstitialis
- Labus lofuensis
- Labus macrostylus
- Labus madecassus
- Labus maindroni
- Labus mozambicanus
- Labus pedunculatus
- Labus philippinensis
- Labus postpetiolatus
- Labus punctatus
- Labus pusillus
- Labus rhodesiensis
- Labus rufipes
- Labus rufomaculatus
- Labus saganensis
- Labus saharensis
- Labus seyrigi
- Labus sollicitus
- Labus spiniger
- Labus suboscurus
- Labus triangularis
- Labus vandervechti
- Labus zavattarii
- Labus zethiformis